# Pierre Brésolles
Pierre Brésolles, parfois Bressolles, ou Brésoles à l'état-civil, né Claire Brésolles le 10 novembre 1929 à Narbonne et mort le 13 janvier 2018 à Prades, était un athlète français spécialiste du 100 m et 200 m féminin. Il fut en particulier 3e au championnat d'Europe d'Oslo en 1946 sur 100 m et 2e au 4 x 100 m féminin.
Il est né avec des traits masculins mais qui ne sont pas sortis à la naissance, c'est seulement à l'âge de 16 ans quand la puberté ne s'est pas développée que l'opération pour dévoiler les organes masculins existants a été nécessaire.[réf. nécessaire],. Il est particulièrement connu pour avoir effectué une opération lourde dans les années 1950, établissant le genre masculin qui été le sien. Son principal adversaire Léon Caurla, connu à l'époque sous le nom de Léa, avec qui il remportait tour à tour les tournois, a également mené une transition de genre,. Ensemble, ils ont battu le record de France du 4 × 100 m (avec Anne-Marie Colchen et Monique Drilhon) et ont obtenu une médaille d'argent aux Championnats d'Europe d'athlétisme 1946 à Oslo.
En 1946, à 17 ans, Pierre se voit interdire l'athlétisme en raison de cette opération.